# Cristoforo Landino
Cristoforo Landino (Firenze, 1424 –  Borgo alla Collina, 1498) itáliai, firenzei humanista, költő, író, filológus, filozófus, a neoplatonizmus képviselője.

## Élete
A család a Firenzei Köztársasághoz tartozó Pratovecchióban élt, de Cristoforo Landino Firenzében született. Volterrában (Firenze közelében) irodalmi és jogi tanulmányokat folytatott. Firenzébe visszatérve, 1439-ben a görög és a latin műveltséggel kezdett foglalkozni, a görög nyelvet Georgios Trapezuntios humanista filozófusnál sajátította el. 
Neves részvevője (talán egyik alapítótagja is) volt a Cosimo de’ Medici által létrehozott firenzei Platon Akadémia (Academia Platonica) találkozóinak. 1458-tól az itáliai humanizmus egyik központjában, a Studium Firenzén (a Firenzei Egyetem őse) a retorika és a poétika professzoraként működött. Előadásain klasszikus szerzők és művek magyarázatával foglalkozott.Tanítványa volt többek között Lorenzo de’ Medici (Lorenzo il Magnifico), Poliziano és Ficino is. 
Fizenze politikai életében több magas tisztséget töltött be, idős korában a város casentinói kastéllyal ajándékozta meg.

## Munkássága

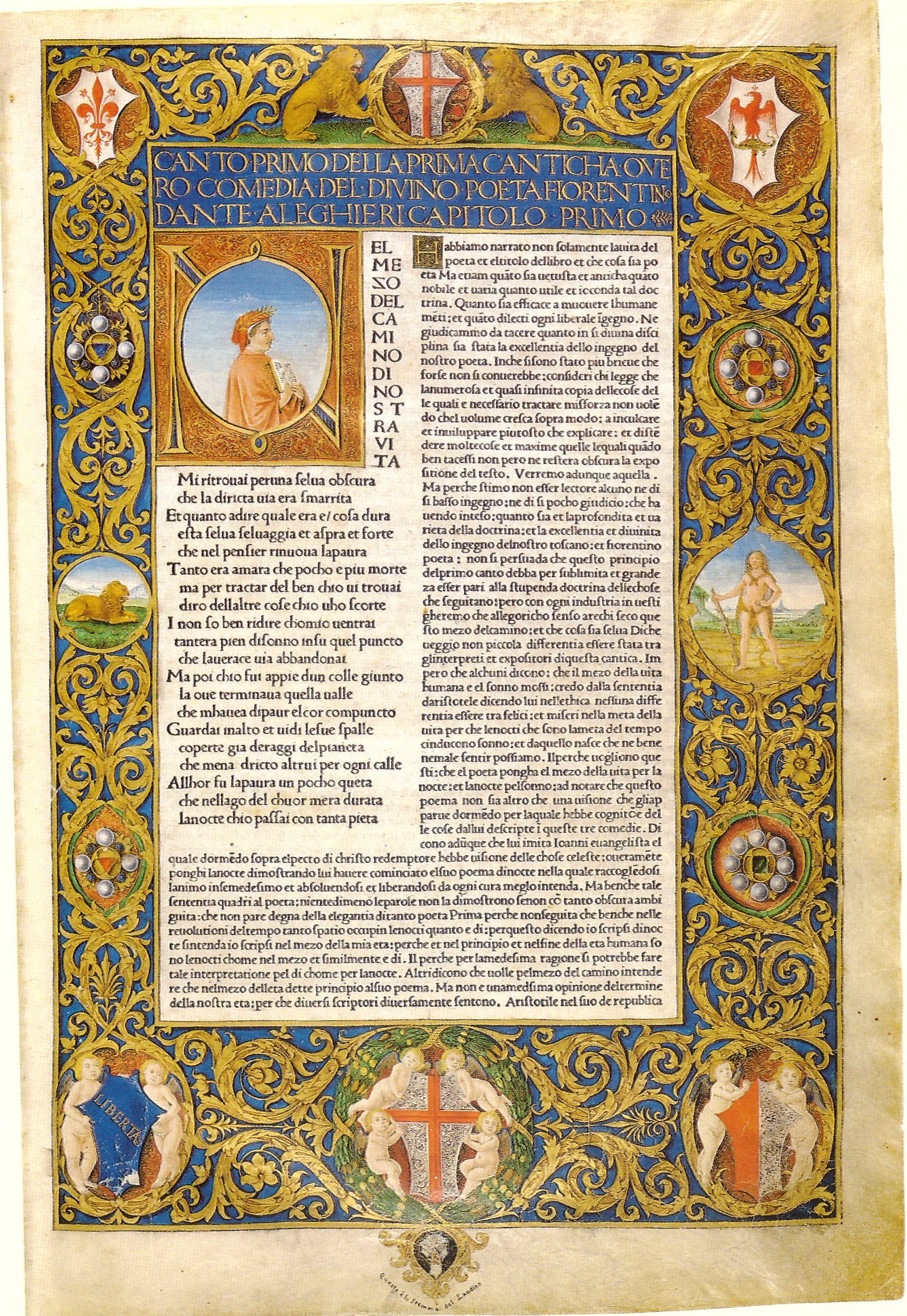
Dante: Isteni színjáték, Cristoforo Landino kommentárjaival. Az 1481. évi kiadás kezdőlapja

Fiatalon latin nyelvű szerelmi költeményeket írt, múzsáját Xandrának (Alekszandra) nevezte. A versekben ókori latin szerzők – Horatius, Catullus, Ovidius – utánzására törekedett. Mielőtt professzori előadásait megkezdte, verseiből három kötetet állított össze (1458).
Több szerző latin nyelvű munkáját fordította vulgáris latinra, illetve olaszra, köztük Plinius Historia naturalisát is. Filozófiai munkái általában dialógusok formájában keletkeztek:
- De anima (A lélekről)
- De vera nobilitate (Az igaz nemességről)
- Disputationes camaldulenses (1474). A régi kamalduli kolostorban vezető firenzei humanisták folytatnak kitalált eszmecserét az aktív és/vagy a szemlélődő élet természetéről. Köztük van Lorenzo és Giuliano de’ Medici, Leon Battista Alberti, Marsilio Ficino és maga Landino is. A munka Cicero Tusculumi eszmecsere (Tusculanae disputationes) utánzataként keletkezett.

Életművének jelentős részét képezi a klasszikus szerzők, Horatius és Vergilius műveinek magyarázata, amivel tanárként is foglalkozott. Leghíresebb ilyen műve Dante Comediájának magyarázata (Comento sopra la Comedia), melyet a város Signoriájának ajánlott. A Dante-mű 1481. évi, Nicolaus Laurentii firenzei nyomdájában készült kiadásával jelent meg. „A Commedia 1481-es első firenzei kiadása, Landino kommentárjával, Botticelli illusztrációival, valóban fordulópontot jelentett a Dante-értelmezésekben, hiszen a neoplatonista Landino asztrológiai ismeretei lehetővé tették a valóban szakszerű elmélyedést e téren.”